# Pleudaniel
Pleudaniel é uma comuna francesa na região administrativa da Bretanha, no departamento Côtes-d'Armor. Estende-se por uma área de 18,35 km². Em 2010 a comuna tinha 953 habitantes (densidade: 51,9 hab./km²).